# Pierre Mathieu
Pour les articles homonymes, voir Mathieu et Pierre Mathieu (homonymie).
Pierre Mathieu, né le 27 novembre 1704 à Lodelinsart (actuelle Belgique) et mort le 25 janvier 1778 à Anzin, est un des premiers entrepreneurs du charbon français. Fils de Jacques Mathieu, il est notamment connu pour avoir inventé le cuvelage des puits et pour l'importation en France de la première machine à vapeur. Il a dirigé les travaux qui ont conduit en 1734 à découvrir la houille grasse à la fosse du Pavé à Anzin. Il a ensuite des fonctions des directions des fosses de l'établissement d'Anzin, puis à partir de 1757, il dirige ces mêmes fosses de la Compagnie des mines d'Anzin nouvellement créée. En ce sens, il est un des premiers entrepreneurs du charbon français
Il s'est marié avec Anne-Jacqueline Briffaut avec qui il a eu sept enfants dont trois morts en bas âge, Jean-Léonard-Joseph lui a succédé dans la direction de la Compagnie des mines d'Anzin. Pour lui rendre hommage, la fosse dont le fonçage a commencé en 1777 dans le parc du château des Douaniers est baptisée fosse Saint-Mathieu.

## Biographie
Pierre Mathieu naît à Lodelinsart le 27 novembre 1704. En aidant son père dans la direction des travaux de l'établissement de Fresnes, il a inventé le cuvelage, et importé la première machine à vapeur en France. Il a d'ailleurs la jambe cassée en 1726 en démontant cette machine pour la changer de fosse. Pierre Mathieu a deux frères : Christophe et Jean-Pierre-Joseph.
Il a été chargé de la direction spéciale des travaux de la fosse du Pavé à Anzin, où il découvre la houille en 1734. À cent ans de distance (1834), des descendants de l'un des oncles de Pierre, Charles, que Jacques avait fait venir dans le pays, découvrent à leur tour de la houille à Lourches, pour la Compagnie des mines de Douchy qu'ils ont créée. La première fosse ouverte par cette compagnie est d'ailleurs nommée fosse Saint-Mathieu.
Pierre Mathieu a épousé Anne-Jacqueline Briffaut, dont il a eu trois fils, une fille, et trois enfants morts en bas âge. Les deux aînés, Pierre-Marie et Charles-Bernard, ont été chanoines à Saint-Géry de Cambrai, le troisième, Jean-Léonard-Joseph dit Léonard, lui succède dans sa carrière,.
Pierre Mathieu dirige les mines qu'il avait découvertes, avec son père d'abord, jusqu'en 1738, puis seul. Il conserve cette direction lors de la formation de la Compagnie des mines d'Anzin, dans laquelle il a eu six deniers d'intérêt, et meurt à Anzin, directeur de ces mines le 25 janvier 1778, âgé de 74 ans,. Pour lui rendre hommage, la fosse creusée dans le parc du château des Douaniers en 1777 est nommée fosse Saint-Mathieu. Elle est abandonnée en 1804.